# Liste der Monuments historiques in Essey-et-Maizerais
Die Liste der Monuments historiques in Essey-et-Maizerais führt die Monuments historiques in der französischen Gemeinde Essey-et-Maizerais auf.

## Liste der Immobilien
| Bezeichnung      | Beschreibung           | Standort               | Kennzeichnung | Schutzstatus | Datum | Bild           |
| ---------------- | ---------------------- | ---------------------- | ------------- | ------------ | ----- | -------------- |
| Kirche St-Martin | ab dem 13. Jahrhundert | Rue de l’Église (Lage) | PA00106027    | Classé       | 1920  | weitere Bilder |

## Liste der Objekte
| Bezeichnung                | Beschreibung                                                                   | Standort                       | Kennzeichnung | Schutzstatus | Datum | Bild |
| -------------------------- | ------------------------------------------------------------------------------ | ------------------------------ | ------------- | ------------ | ----- | ---- |
| Bewegliche Kanzel          | einschließlich der Treppe; Holz, 18. Jahrhundert; aus der Kartause Bosserville | in der Kirche St-Martin (Lage) | PM54001530    | Inscrit      | 1996  |      |
| Skulptur Heiliger Nikolaus | Holz, farbig gefasst und vergoldet, 18. Jahrhundert                            | in der Kirche St-Martin (Lage) | PM54001531    | Inscrit      | 1996  |      |